# Albano Olivetti
Albano Olivetti (født 24. november 1991 i Haguenau, Frankrig) er en professionel tennisspiller fra Frankrig.